# 사회복지의 날
사회복지의 날은 국민의 사회복지에 대한 이해를 증진하고 사회복지사업종사자의 활동을 장려하기 위한 날이다. 사회복지의 날로부터 1주일간을 사회복지주간이라고 한다.